# Nomada placida
Nomada placida är en biart som beskrevs av Cresson 1863. Nomada placida ingår i släktet gökbin, och familjen långtungebin. Inga underarter finns listade i Catalogue of Life.